# Série 9700 da CP
A Série 9700, também conhecida pela sua alcunha, Xepas, foi um tipo de automotora, que foi utilizada pela companhia dos Caminhos de Ferro Portugueses nas Linhas do Corgo, Tua e Vouga.

## História

### Construção e serviço na Jugoslávia

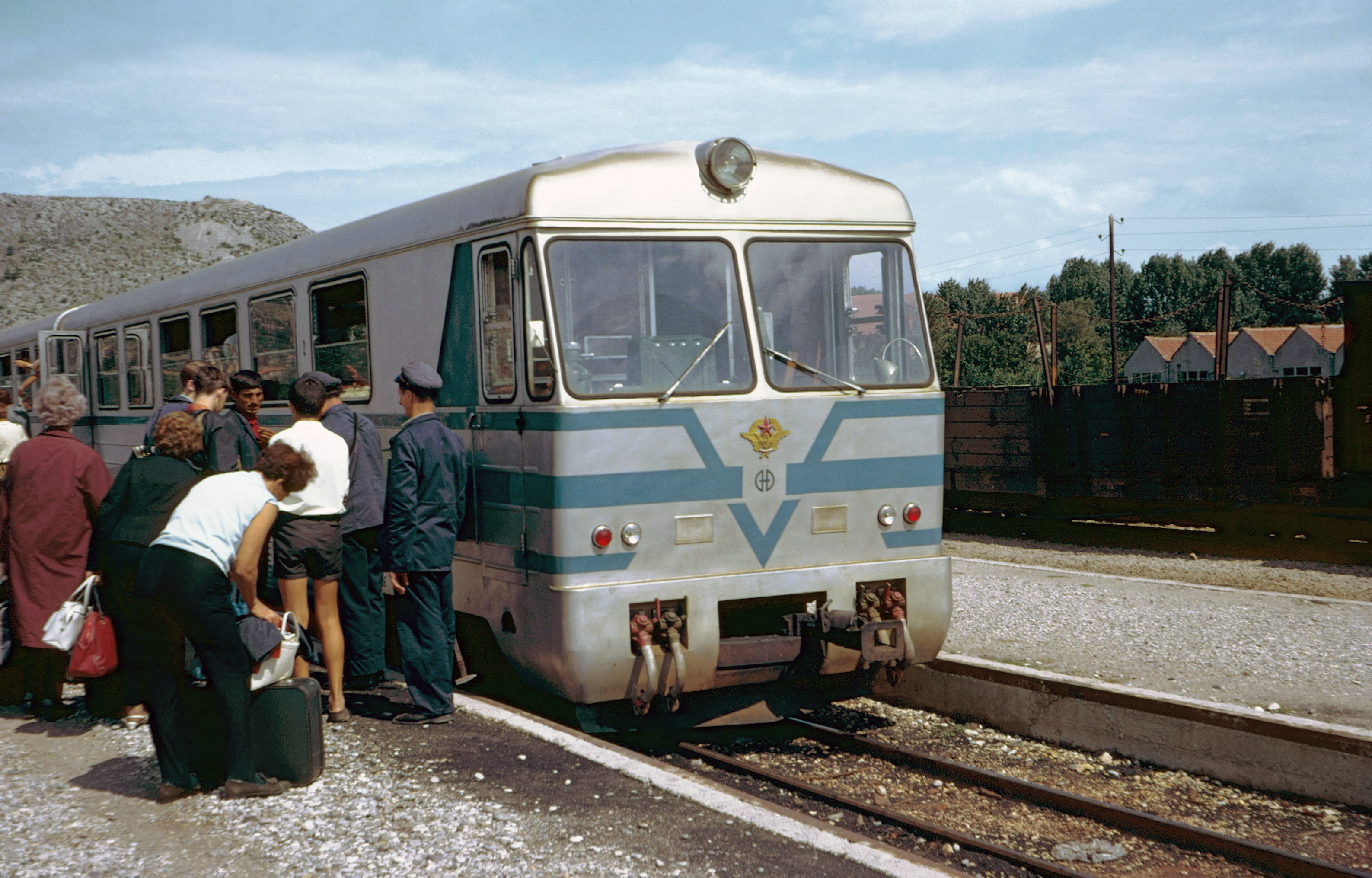
Automotora JŽ 802 em 1968, Čapljina.

Estas automotoras foram fabricadas na Jugoslávia entre 1963 e 1969 pela companhia Đuro Đaković, para serem utilizadas pelos Caminhos de Ferro Jugoslavos; usavam, originalmente, a bitola de 760 mm.

### Entrada ao serviço em Portugal
Em 1980, a operadora Caminhos de Ferro Portugueses comprou um pacote de dez destas automotoras, adaptou-as à via métrica, e introduziu-as ao serviço nas Linhas do Tua, para substituir as automotoras da Série 9300, e do Corgo.
O seu serviço em Portugal foi marcado por vários problemas, desde a baixa qualidade dos motores e da transmissão mecânica, até à constante trepidação sentida pelos passageiros (o que lhes valeu a alcunha "Xepa", em referência à intempestiva personagem epónima da telenovela brasileira Dona Xepa), passando pelo facto das portas abrirem para fora, o que, por vezes, provocava ferimentos nos passageiros; por outro lado, a própria estrutura das automotoras dificultava a sua inserção na via, provocando danos na mesma.

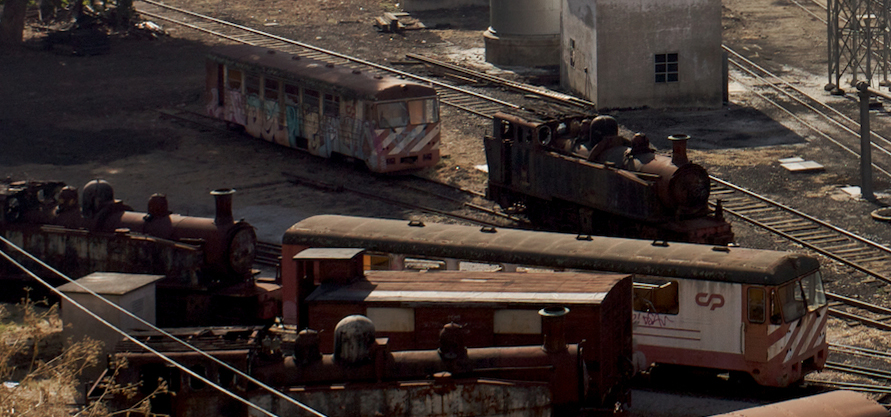
Várias automotoras da Série 9700 abatidas ao serviço, juntas com restante material, na Régua, em 2010.

Pouco tempo depois da sua entrada em serviço, a sua formação foi alterada de quádrupla para tripla e dupla, sendo as unidades médias excedentes abandonadas. No princípio da Década de 1990, foram passadas para a Linha do Vouga.

### Fim do serviço e transformação nas Séries 9400 e 9500
Entre 1992 e 1993, todas as automotoras que estavam em formação Unidade Tripla a Diesel foram enviada para a EMEF para remodelação quase total, conservado apenas a caixa, os bogies, e a formação; estas novas automotoras, agora com a designação de Série 9400, passaram para a Linha do Vouga e o Ramal de Aveiro. Várias das automotoras que estavam em formação Unidade Dupla a Diesel foram convertidas para a Série 9500 em 1995, no âmbito do projecto LRV2000; as restantes foram abatidas ao serviço em 2001.

## Ficha técnica
- Características de exploração
  - Ano de entrada ao serviço: 1963 a 1969[2]
  - Ano de entrada ao serviço em Portugal: 1980[2]
  - Fim do serviço: 1996-2001[3][5]
  - Número de automotoras: 10[7]
- Dados gerais
  - Bitola de Via: 1000 mm[2]
  - Tipo de composição: Unidade Quádrupla a Diesel (inicialmente); Unidade Dupla a Diesel e Unidade Tripla a Diesel (posteriormente)[5][1][2]
  - Comprimento total: 59,5 metros[5]
  - Tipo de tracção: Gasóleo (diesel)[7]
- Transmissão
  - Tipo: Mecânica, de 5 velocidades[5]
- Motores de tracção
  - Fabricante: Fiat[5]
  - Tipo: 221 HO 710[5]
  - Potência Nominal por motor (U.I.C.): 185 Cv[5]
  - Potência total: 538 kW[7]
- Partes mecânicas
  - Fabricante: Đuro Đaković[4]
- Características de funcionamento
  - Velocidade máxima: 60 km/h[7]